# 四川軽化工大学
四川軽化工大学（英語: Sichuan University of Science and Engineering）は、中国四川省自貢市に本部を置く中国の公立大学。1965年創立、1965年大学設置。
大学の略称は川理。2014年時点では、学校の面積は2000畝、本科生29000余人、研究生600人、教職員1500余人。

## 略歴
1965年、四川理工学院の起源は、四川省政府が設立した華東化工学院西南分院。1979年、「四川化工学院」と改称。1983年、「四川軽化工学院」と改称:32。
2003年、四川軽化工学院·自貢師範高等専科学校·自貢高等専科学校·自貢教育学院を併合し、新制の四川理工学院となる。2018年、「四川軽化工大学」と改称した。

## 基礎データ
- 所在地
  - 匯東校区
  - 営盤校区
  - 黄嶺校区

- 校訓
  - 「厚徳達理、励志勤工」

- 校歌
  - 「四川理工学院校歌」。

## 組織

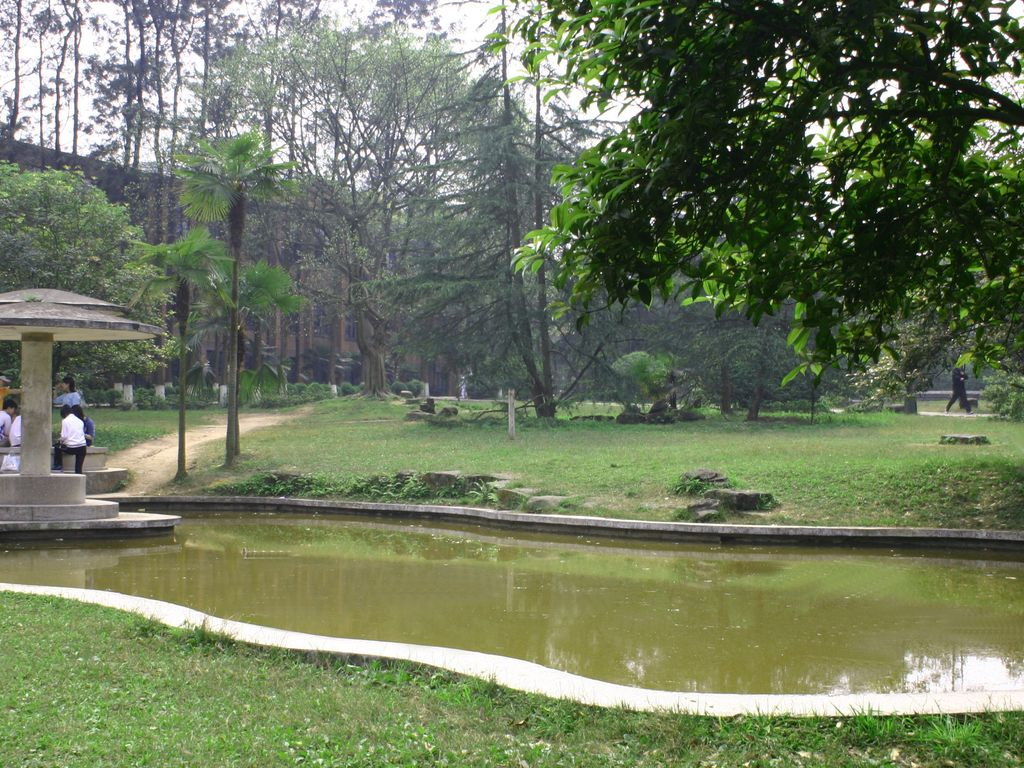
黄嶺校区図書館の水池。

「学院」も「系」も日本の大学の学部にほぼ相当する。「学部」は「学院」と「系」の上の編成で、実体はなく、日本の「学部」とは位置付けが異なっている。妙訳がないのでそのまま記す。
- 材料と化学工程学院
- 生物工程学院
- 外語学院
- 経済と管理学院
- 自動化と電子信息学院
- 機械工程学院
- 計算機学院
- 理学院
- 法学院
- 人文学院
- 政治学院
- 芸術学院
- 体育学院
- 建築工程学院
- 化学と製薬工程学院

## 附属機関

### 附属図書館
- 四川理工学院図書館 - 蔵書数は全館合計で約233.6万冊

## 大学の人物一覧

### 教授
- 学長：汪明義
- 党委書記：游建軍

### 卒業生
- 饒雪漫：作家
- 李晋江：ジョージア州大学医学教授
- 楊宏：華中農業大学教授
- 羅朝俊：南イリノイ大学教授
- 李照新：早稲田大学客座教授

## 対外関係
- オーストラリア
  - ディーキン大学
- イギリス
  - Swansea University
- 台湾
  - 東海大学
  - 環球科技大学
- ニュージーランド
  - オタゴ大学